# Actinote thalia
Actinote thalia är en fjärilsart som beskrevs av Carl von Linné 1758. Actinote thalia ingår i släktet Actinote och familjen praktfjärilar. Inga underarter finns listade i Catalogue of Life.

## Bildgalleri

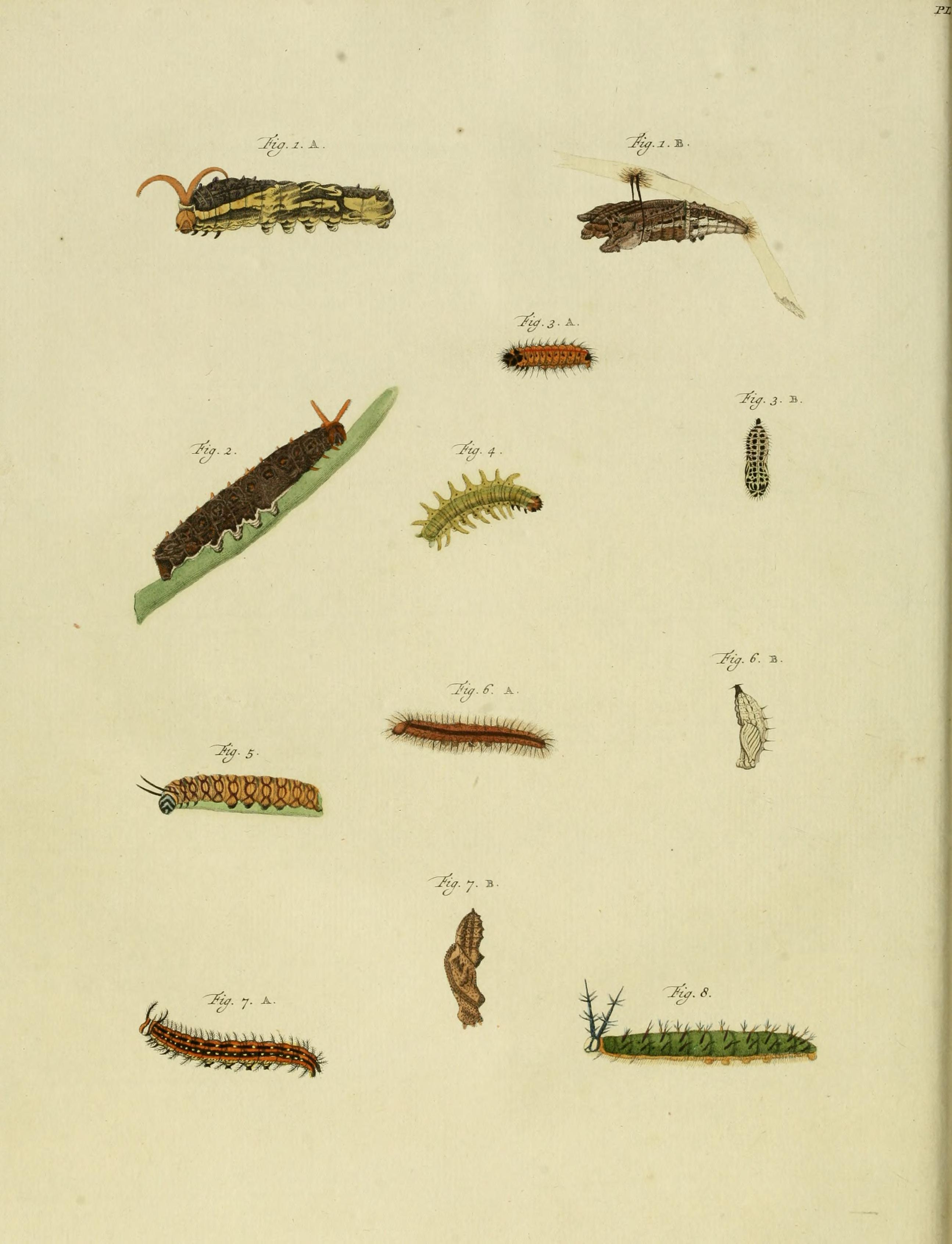
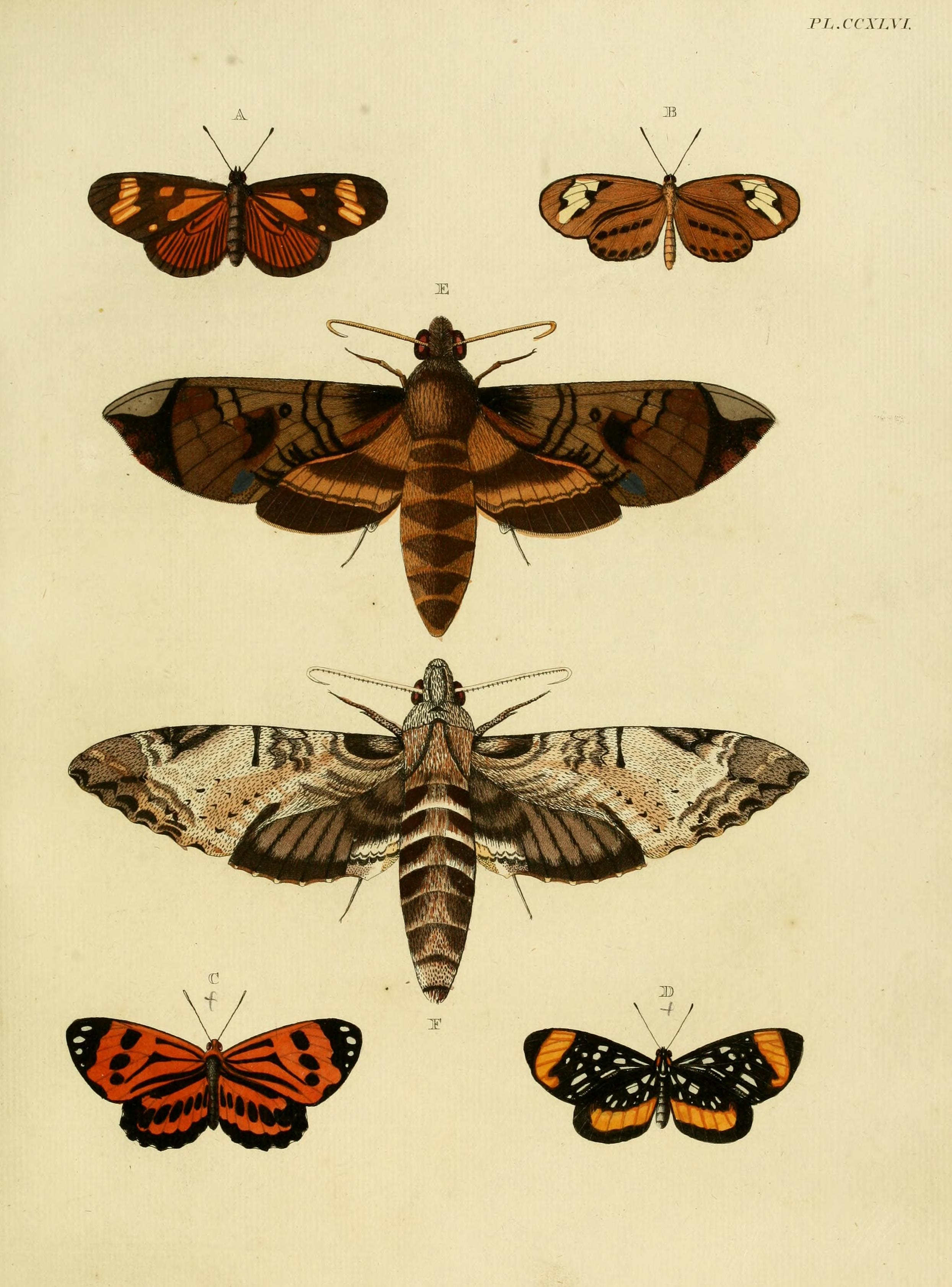